# Мемекс
Мемекс (англ. memex, словослияние memory и index) — наименование гипотетического прототипа гипертекстовой системы, описанной Вэниваром Бушем в эссе «Как мы можем мыслить», опубликованном в журнале The Atlantic в 1945 году. Буш изобразил мемекс как устройство, в котором человек сможет хранить свои книги, записи и контакты и которое «выдаёт нужную информацию с достаточной скоростью и гибкостью». Мемекс позволял бы существенно расширить и дополнить возможности памяти человека. Концепция мемекса оказала большое влияние на разработку ранних гипертекстовых систем (что в итоге привело к созданию всемирной паутины) и персональных баз знаний.

## Описание

### Прототип гипертекстовой системы
В своем эссе Буш описал мемекс как электромеханическое устройство, позволяющее создать автономную базу знаний, снабжённую ассоциативными ссылками и примечаниями, которые могут быть в любое время переданы в другие такие же базы знаний. Это устройство должно было максимально точно имитировать ассоциативные процессы человеческого мышления при отсутствии недостатков, таких как «забывание» информации. Как писал Буш: «Таким образом, наука может реализовать способы, с помощью которых человек создает, хранит и использует свой опыт».
Технологически устройство представляло собой набор электромеханических средств управления устройствами чтения и записи микрофильмов. Всё это было встроено в большой рабочий стол. Большая часть микрофильмов также содержалась в этом столе, но пользователь мог по желанию добавлять или убирать оттуда катушки с микрофильмами.
На столешнице располагались полупрозрачные экраны, на которые проецировались материалы, записанные на микрофильмы. Там же присутствовало специальное прозрачное окно, позволяющее сфотографировать лежащие на нём документы и добавить полученное изображение в микрофильмовое хранилище одним нажатием соответствующего рычага.
Мемекс должен был стать «своего рода механизированной частной библиотекой. Он будет использовать хранилище микрофильмов, фотографирование и аналоговые вычислители для облегчения доступа ученым к огромному индексированному хранилищу знаний — любой раздел которого будет доступен с помощью всего лишь нескольких нажатий клавиш».
Концепция мемекса предваряет и считается основанием для реализации первых гипертекстовых систем 1960-х годов. Буш описал своё видение мемекса как проекцию технологий, известных в 1930—1940-х годах, в духе Жюль Верна или предположения Артура Кларка о запуске геостационарных спутников для построения глобальной телекоммуникационной сети. Мемекс, предложенный Бушем, создавал связи между последовательностями кадров микрофильмов, а не ссылки в современной их трактовке, где гиперссылка связывает слово, фразу или картинку с локальным или располагающимся где-то далеко документом.

### Ассоциативные связи
Реализация ассоциативных связей, описанная Бушем, представляет собой способ создания новых линейных последовательностей кадров микрофильма на основе произвольного набора кадров, фиксацией последовательности связанных между собой ссылок, сопровождающихся пользовательскими комментариями и ссылками на другие подобные связи. В то же время Буш видел, что использующийся способ индексирования ограничен по своей сути, и предложил хранить информацию по аналогии с ассоциативным механизмом человеческой памяти, используя специальные коды для получения доступа к хранимой информации (в данной реализации коды представляли собой наборы чисел).
Проведем аналогию с современными веб-браузерами. Мы получим наиболее хорошее приближение, если создадим список закладок на статьи по одной теме, а потом воспользуемся каким-нибудь механизмом для автоматического просмотра этих статей. Например, воспользуйтесь поисковым сервисом для получения списка ссылок по ключевому слову, после этого откройте каждую из ссылок в новой вкладке браузера, а затем последовательно посетите каждую из открытых страниц.
Современные гипертекстовые системы, с их ссылочной системой, использующейся на уровне слов и фраз, предоставляют большую гибкость в создании связей, но, пока не пришел расцвет wiki и программных моделей для построения социальных сетей, эти системы редко предоставляли пользователям описанную Бушем возможность создания ассоциативных связей и передачи этих связей другим пользователям в той или иной форме.

### Другие новые возможности
Кроме того, в концепции мемекса было описано ещё несколько необычных для того времени возможностей. Пользователь мог добавлять новую информацию в устройство, фотографируя документ либо воспользовавшись специальным сенсорным полупрозрачным экраном. Согласно концепции, было возможно «добавить собственный комментарий, присоединяя его к основной ассоциативной связи или создавая новую связь с другим объектом, таким образом создавая собственную цепочку связей в доступном ему объёме материала». Пользователь также мог создать копию интересующей его связи (включающей в себя ссылки и персональные примечания) и «передать её своим знакомым для добавления в их собственные мемексы, таким образом создавая ещё более объёмные связи». Некоторые эксперты, такие как, например, Тим Орен, отмечают, что мемекс может считаться непосредственным предшественником персонального компьютера, основанного на технологии микрофильмирования.
10 сентября 1945 года в журнале Life была опубликована статья, содержащая первые иллюстрации того, как мог выглядеть мемекс в реальной жизни. На иллюстрациях присутствовала камера, крепящаяся на голове, которую пользователь мог надевать во время проведения опытов, и печатающее устройство с возможностью распознавания речи, а также воспроизведения написанного с помощью синтезатора речи.

### Расширяемость, хранение и актуальность
В настоящее время существуют расширения для браузеров, реализующие концепцию на практике.

### Отсутствующая функциональность
В данной концепции отсутствует описание автоматизированного механизма поиска. Также нет описания схемы метаданных, ни в виде обычной системы классификации, ни в виде набора гипертекстовых элементов, как это сделано в Дублинском ядре. При добавлении в мемекс записи (либо комментария, ссылки и т. п.) сохраняемый объект индексируется и описывается в персональном справочнике кодов. Сверяясь с этим справочником, пользователь может в дальнейшем вручную найти ранее добавленные записи.

## Критика
В 1992 году Майкл Бакленд опубликовал статью, в которой предположил, что концепция мемекса была сильно испорчена плохим пониманием Бушем информатики, а также тем, что последний плохо относился к индексам и схемам классификации. «Буш полагал, что создание произвольных связей между отдельными записями является основой построения памяти. Соответственно этому, он хотел получить 'mem(ory-)ex' или 'мемекс вместо индексов'. В результате получилась персонализированная, но поверхностная и потому обречённая на провал схема».

### Персоны
- Дуглас Энгельбарт
- Джозеф Карл Робнетт Ликлайдер
- Поль Отле
- Тед Нельсон
- Тим Бернерс-Ли
- Вэнивар Буш

### Идеи
- Усиление интеллекта
- Всемирная паутина